# Liste des guerres de la Jamaïque
Cette liste regroupe les guerres et conflits ayant eu lieu sur l'actuel territoire jamaïcain ou ayant vu la participation de la Jamaïque. Voici une légende facilitant la lecture de l'issue des guerres ci-dessous :
- Victoire jamaïcaine
- Défaite jamaïcaine
- Autre résultat (par exemple un traité ou une paix sans un résultat clair, un statu quo ante bellum, un résultat inconnu ou indécis)
- Conflit en cours

## Liste
| Début           | Fin             | Nom du conflit                         | Belligérants                                                               | Belligérants           | Lieu    | Issue |
| Début           | Fin             | Nom du conflit                         | Alliés (y compris la Jamaïque)                                             | Ennemis                | Lieu    | Issue |
| --------------- | --------------- | -------------------------------------- | -------------------------------------------------------------------------- | ---------------------- | ------- | --- |
| 25 octobre 1983 | 2 novembre 1983 | Invasion de la Grenade (Guerre froide) | États-Unis Barbade Jamaïque Organisation des États de la Caraïbe orientale | GRP de la Grenade Cuba | Grenade | Victoire de la coalition américano-caribéenne - Fin de la dictature grenadine et rétablissement d'un gouvernement constitutionnel - Défaite des forces cubaines en présence |